# Timothy Bottoms
Pour les articles homonymes, voir Bottoms.
Timothy Bottoms (né le 30 août 1951 à Santa Barbara en Californie) est un acteur américain. Il est l'acteur principal et tient le rôle-titre du chef-d'œuvre de Dalton Trumbo, Johnny s'en va-t-en guerre. Ces dernières années, il est surtout connu pour avoir tenu le rôle de George W. Bush en 2001, que ce soit de manière humoristique dans la série Bush Président ou réaliste dans le téléfilm DC 9/11: Time of Crisis (en).

## Filmographie

### comme acteur
- 1971 : Johnny s'en va-t-en guerre (Johnny Got His Gun) de Dalton Trumbo : Joe Bonham
- 1971 : La Dernière Séance (The Last Picture Show) de Peter Bogdanovich : Sonny Crawford
- 1972 : Look Homeward, Angel (TV) : Eugene Gant
- 1973 : Winesburg, Ohio (TV) : George Willard
- 1973 : Love and Pain and the Whole Damn Thing d'Alan J. Pakula : Walter Elbertson
- 1973 : La Chasse aux diplômes (The Paper Chase) de James Bridges : James T. Hart
- 1974 : The White Dawn de Philip Kaufman : Daggett
- 1974 : The Crazy World of Julius Vrooder d'Arthur Hiller : Vrooder
- 1975 : Sept hommes à l'aube (Operation: Daybreak) de Lewis Gilbert : Sgt. Jan Kubis
- 1976 : The Story of David (TV) : Young David
- 1976 : La Vengeance aux tripes (A Small Town in Texas) de Jack Starrett : Poke Jackson
- 1976 : Arthur Hailey's the Moneychangers (feuilleton TV) : Miles Eastin
- 1977 : Le Toboggan de la mort (Rollercoaster) de James Goldstone : Le jeune homme
- 1978 : The Other Side of the Mountain Part II de Larry Peerce : John Boothe
- 1978 : The Gift of Love (TV) : Rudi Miller
- 1979 : L'Ouragan (Hurricane) de Jan Troell : Jack Sanford
- 1979 : A Shining Season (TV) : John Baker
- 1980 : Escape (TV) : Dwight Worker
- 1981 : À l'est d'Éden ("East of Eden") (feuilleton TV) : Adam Trask
- 1981 : The High Country d'Harvey Hart : Jim
- 1983 : Tin Man (en) de John G. Thomas (en) : Casey
- 1984 : What Waits Below (en) de Don Sharp : Maj. Elbert Stevens
- 1984 : Love Leads the Way: A True Story (TV) : Morris Frank
- 1984 : Hydra, le monstre des profondeurs (Serpiente de mar) de Amando de Ossorio : Pedro Fontan
- 1984 : Hambone and Hillie de Roy Watts : Michael Radcliffe
- 1984 : The Census Taker (en) de Bruce R. Cook : Pete
- 1986 : Angoisse à Dublin (The Fantasist) de Robin Hardy : Danny Sullivan
- 1986 : In the Shadow of Kilimanjaro (en) de Raju Patel : Jack Ringtree
- 1986 : Perry Mason: The Case of the Notorious Nun (TV) : Father Thomas O'Neil
- 1986 : L'invasion vient de Mars (Invaders from Mars) de Tobe Hooper : George Gardner
- 1987 : Island Sons (TV) : Tim Faraday
- 1987 : Mio au royaume de nulle part (Mio min Mio) de Vladimir Grammatikov : Le Roi
- 1988 : American Heroes 1 (A Case of Honor) d'Eddie Romero : Sgt. Joseph 'Hard' Case
- 1988 : The Drifter (en) de Larry Brand : Arthur
- 1989 : Retour de la rivière Kwaï (Return from the River Kwai) : Seaman Miller
- 1989 : Istanbul de Mats Arehn : Frank Collins
- 1990 : Texasville de Peter Bogdanovich : Sonny Crawford
- 1991 : Land of the Lost (en) (série TV) : Tom Porter
- 1993 : Digger (en) de Rob Turner : Sam Corlett
- 1994 : Ill Met by Moonlight de Somtow Sucharitkul : Hermia's father
- 1994 : Horses and Champions de Jonathan Tydor : Ben Choice
- 1994 : Blue Sky de Tony Richardson : Owens Ranch Cowboy
- 1995 : Yakuza Connection (TV) : Ward Derderian
- 1995 : Hourglass de C. Thomas Howell : Jurgen Brauner
- 1995 : Personal Vendetta (TV) : Zach Blackwell
- 1995 : Chien d'élite (Top Dog) d'Aaron Norris : Nelson Houseman
- 1996 : Déclic charnel (Ringer) (TV) : Clay
- 1996 : Death Game (TV) : Jack
- 1996 : Ripper Man de Phil Sears : Charles Walkan
- 1996 : Le Prince (en) (The Prince) de Suresh Krissna : John
- 1996 : Fox Hunt de Michael Berns : Frank
- 1997 : Total Force de Steven Kaman : Drake
- 1997 : Total Force 2 (Absolute Force) de Steven Kaman : Lt. John Drake
- 1997 : Mr. Atlas de Karen Arbeeny : Phillip Frodden
- 1997 : American Hero de Jeff Burr
- 1997 : Tiger de Serge Rodnunsky : Larry
- 1997 : Uncle Sam de William Lustig : Mr. Donald Crandall
- 1998 : Ava's Magical Adventure de Patrick Dempsey et Rocky Parker : Slayton
- 1998 : Black Sea 213 de Rafael Eisenman : Dean
- 1998 : L'Homme au masque de fer (The Man in the Iron Mask) de Randall Wallace : Fouquet
- 1998 : The Waterfront de Jesse Dell et John Sjogren : Salvatore Tandino
- 1998 : Mixed Blessings de Nadine Bass : Carl Weaver
- 1998 : No Rest for the Wicked de John Mark Sjogren
- 1998 : Diamondbacks de Bernard Salzmann
- 1999 : The Boy with the X-Ray Eyes (en) de Jeff Burr : John Carver
- 1999 : Lone Tiger : Marcus
- 1999 : The Prince and the Surfer (en) d'Arye Gross : Johnny Canty
- 2000 : A Smaller Place : Jack
- 2000 : The Haven : Michael McCaffery, Trevor's Dad
- 2000 : Held for Ransom (en) de Lee Stanley : Fred Donavan
- 2000 : Murder Seen (TV) : Detective Stepnoski
- 2002 : Traqueur de croco en mission périlleuse (en) (The Crocodile Hunter: Collision Course) : Président George Walker Bush
- 2003 : Illusion Infinity (film, alias Paradise, 2004) de Roger Steinmann : Francis Hiller / Douglas / Henry / Alan (40 ans) / Père de Patricia
- 2003 : Elephant de Gus Van Sant : Mr. McFarland
- 2003 : DC 9/11: Time of Crisis (en) (TV) : President George W. Bush
- 2003 : The Entrepreneurs de Marcus Gautesen : Rotunno
- 2004 : The Girl Next Door (The Girl Next Door) de Luke Greenfield : Mr. Kidman
- 2004 : Ike. Opération Overlord (TV) : Walter Bedell "Beetle" Smith
- 2005 : Paradise, Texas de Lorraine Senna : Mack Cameron
- 2005 : Jane Doe: Now You See It, Now You Don't (TV) : Clarence
- 2005 : Bats, l'invasion des chauves-souris (Vampire Bats) (TV) : Hank Poelker
- 2006 : Chinaman's Chance : Thomas
- 2007 : Un fiancé pour Noël (Holiday in Handcuffs) (TV) : le père Chandler
- 2008 : La Spirale du mensonge (The Governor's Wife) (TV) : Shérif Carl Lovett
- 2009 : Le Carnet des regrets (Bound by a Secret) (TV) : Will Hutchinson
- 2009 : The Land That Time Forgot de C. Thomas Howell
- 2014 : L'Auberge des amoureux (Sweet Surrender) (TV) : Jerry

### comme producteur
- 1991 : Picture This: The Times of Peter Bogdanovich in Archer City, Texas